# پیتیپسی
پیتیپسی (به چکی: Pětipsy) یک منطقهٔ مسکونی در جمهوری چک است که در ناحیه خوموتوو واقع شده‌است. پیتیپسی ۵٫۰۹ کیلومتر مربع مساحت و ۲۰۳ نفر جمعیت دارد و ۲۶۸ متر بالاتر از سطح دریا واقع شده‌است.